# Cephalaeschna obversa
Cephalaeschna obversa är en trollsländeart som beskrevs av James George Needham 1930. Cephalaeschna obversa ingår i släktet Cephalaeschna och familjen mosaiktrollsländor. Inga underarter finns listade i Catalogue of Life.